# NGC 5769
NGC 5769 este o galaxie eliptică situată în constelația Boarul. A fost descoperită în 27 aprilie 1881 de către Edward S. Holden⁠(d).